# Llista de topònims de Cotlliure
Llista de topònims (noms propis de lloc) de Cotlliure (Rosselló).
Informació actualitzada per un bot. Els canvis manuals es perdran quan s'actualitzi!

## cap
| imatge | Nom              | Ubicat a  | instància de | Detalls | coordenades                                                                   | Protecció | Commons (més fotos)       | Dades a WD                    |
| ------ | ---------------- | --------- | ------------ | ------- | ----------------------------------------------------------------------------- | --------- | ------------------------- | ----------------------------- |
|        | Punta d'en Bous  | Cotlliure | cap          |         | 42° 31′ 28″ N, 3° 05′ 57″ E / 42.524472°N,3.099278°E                          |           |                           | Modifica les dades a Wikidata |
|        | Punta d'en Jordà | Cotlliure | cap          |         | 42° 31′ 33″ N, 3° 05′ 27″ E / 42.525806°N,3.090806°E                          |           |                           | Modifica les dades a Wikidata |
|        | Punta del Mig    | Cotlliure | cap          |         | 42° 31′ 30″ N, 3° 05′ 14″ E / 42.524917°N,3.087361°E 0 msnm                   |           | Punta del Mig (Collioure) | Modifica les dades a Wikidata |
|        | Punta del Soldat | Cotlliure | cap          |         | 42° 31′ 57″ N, 3° 04′ 50″ E / 42.53261111111111°N,3.0805833333333332°E 0 msnm |           |                           | Modifica les dades a Wikidata |

## capella
| imatge | Nom                                     | Ubicat a  | instància de | Detalls | coordenades                                                                                          | Protecció | Commons (més fotos)                                    | Dades a WD                    |
| ------ | --------------------------------------- | --------- | ------------ | ------- | --- | --------- | ------------------------------------------------------ | ----------------------------- |
|        | Mare de Déu del Bon Succés de Cotlliure | Cotlliure | capella      |         | 42° 31′ 39″ N, 3° 05′ 02″ E / 42.527447222222°N,3.0840166666667°E fr:Carrer de Sant Vicenç 5.35 msnm |           | Chapelle de la Mère de Dieu du Bon Succès de Collioure | Modifica les dades a Wikidata |
|        | Sant Vicenç de Cotlliure                | Cotlliure | capella      |         | 42° 31′ 42″ N, 3° 05′ 15″ E / 42.528305555556°N,3.0874444444444°E 115.8 msnm                         |           | Chapelle Saint-Vincent de Collioure                    | Modifica les dades a Wikidata |

## castell
| imatge | Nom                        | Ubicat a              | instància de | Detalls | coordenades                                                                  | Protecció                   | Commons (més fotos)        | Dades a WD                    |
| ------ | -------------------------- | --------------------- | ------------ | ------- | ---------------------------------------------------------------------------- | --------------------------- | -------------------------- | ----------------------------- |
|        | Castell Reial de Cotlliure | Cotlliure             | castell      |         | 42° 31′ 32″ N, 3° 05′ 04″ E / 42.525555555556°N,3.0845833333333°E            | monument històric catalogat | Château royal de Collioure | Modifica les dades a Wikidata |
|        | bateria de Tallaferro      | Cotlliure Portvendres | castell      |         | 42° 30′ 01″ N, 3° 04′ 06″ E / 42.500277777778°N,3.0684166666667°E Tallaferro |                             |                            | Modifica les dades a Wikidata |

## dolmen
| imatge | Nom                      | Ubicat a  | instància de | Detalls                      | coordenades                                                       | Protecció | Commons (més fotos) | Dades a WD                    |
| ------ | ------------------------ | --------- | ------------ | ---------------------------- | ----------------------------------------------------------------- | --------- | ------------------- | ----------------------------- |
|        | cova de l'Alarb          | Cotlliure | dolmen       | Anomenat per: àrabs cova     | 42° 30′ 15″ N, 3° 03′ 26″ E / 42.504277777778°N,3.0573611111111°E |           |                     | Modifica les dades a Wikidata |
|        | dolmen del coll de Molló | Cotlliure | dolmen       | Estat: enderrocat o destruït | No/unknown value                                                  |           |                     | Modifica les dades a Wikidata |

## edifici
| imatge | Nom                                                  | Ubicat a  | instància de | Detalls                      | coordenades                                                                  | Protecció                     | Commons (més fotos)            | Dades a WD                    |
| ------ | ---------------------------------------------------- | --------- | ------------ | ---------------------------- | ---------------------------------------------------------------------------- | ----------------------------- | ------------------------------ | ----------------------------- |
|        | Bateria de Tallaferro                                | Cotlliure | edifici      |                              | 42° 29′ 26″ N, 3° 04′ 28″ E / 42.490583333333°N,3.0745833333333°E 640.4 msnm |                               |                                | Modifica les dades a Wikidata |
|        | Creu de la Força                                     | Cotlliure | edifici      |                              | 42° 31′ 46″ N, 3° 04′ 32″ E / 42.529527777778°N,3.0755°E 61.9 msnm           |                               |                                | Modifica les dades a Wikidata |
|        | Far de Cotlliure                                     | Cotlliure | edifici      |                              | 42° 31′ 39″ N, 3° 05′ 12″ E / 42.527416666667°N,3.0866111111111°E 0.67 msnm  |                               |                                | Modifica les dades a Wikidata |
|        | Fort Mirador de Cotlliure                            | Cotlliure | edifici      |                              | 42° 29′ 26″ N, 3° 04′ 28″ E / 42.490583333333°N,3.0745833333333°E 640.4 msnm |                               |                                | Modifica les dades a Wikidata |
|        | Fortificació de l'Artilleria i muralles de Cotlliure | Cotlliure | edifici      |                              | 42° 31′ 36″ N, 3° 05′ 05″ E / 42.5268°N,3.0848°E fr:place du 18-Juin         | monument històric inventariat | Fortifications de l'Artillerie | Modifica les dades a Wikidata |
|        | Torre del Fanal                                      | Cotlliure | edifici      |                              | 42° 31′ 25″ N, 3° 05′ 10″ E / 42.523722222222°N,3.0860555555556°E 3.9 msnm   |                               |                                | Modifica les dades a Wikidata |
|        | Torreta                                              | Cotlliure | edifici      | Estil: arquitectura romànica | 42° 31′ 41″ N, 3° 04′ 27″ E / 42.527916666667°N,3.0740555555556°E 73.67 msnm |                               |                                | Modifica les dades a Wikidata |

## església
| imatge | Nom                                   | Ubicat a  | instància de          | Detalls                     | coordenades                                                                       | Protecció                   | Commons (més fotos)                      | Dades a WD                    |
| ------ | ------------------------------------- | --------- | --------------------- | --------------------------- | --------------------------------------------------------------------------------- | --------------------------- | ---------------------------------------- | ----------------------------- |
|        | Santa Maria del Castell dels Templers | Cotlliure | església              |                             | 42° 31′ 34″ N, 3° 05′ 03″ E / 42.52602777777778°N,3.0840277777777776°E 115.8 msnm |                             |                                          | Modifica les dades a Wikidata |
|        | Santa Maria dels Àngels de Cotlliure  | Cotlliure | església Ús: església | Estil: arquitectura barroca | 42° 31′ 40″ N, 3° 05′ 11″ E / 42.5277°N,3.08643°E 2.3 msnm                        | monument històric catalogat | Église Notre-Dame-des-Anges de Collioure | Modifica les dades a Wikidata |

## fort
| imatge | Nom                 | Ubicat a  | instància de | Detalls                                  | coordenades                                                          | Protecció                     | Commons (més fotos) | Dades a WD                    |
| ------ | ------------------- | --------- | ------------ | ---------------------------------------- | -------------------------------------------------------------------- | ----------------------------- | ------------------- | ----------------------------- |
|        | Castell de Sant Elm | Cotlliure | fort         |                                          | 42° 31′ 07″ N, 3° 05′ 38″ E / 42.518638888889°N,3.09375°E 165.4 msnm | monument històric inventariat | Fort Saint-Elme     | Modifica les dades a Wikidata |
|        | fort Dugommier      | Cotlliure | fort         | Anomenat per: Jacques François Dugommier | 42° 30′ 49″ N, 3° 05′ 10″ E / 42.5137°N,3.086°E 204.7 msnm           | monument històric inventariat | Fort Dugommier      | Modifica les dades a Wikidata |

## port de muntanya
| imatge | Nom                  | Ubicat a                                 | instància de     | Detalls | coordenades                                                   | Protecció | Commons (més fotos) | Dades a WD                    |
| ------ | -------------------- | ---------------------------------------- | ---------------- | ------- | ------------------------------------------------------------- | --------- | ------------------- | ----------------------------- |
|        | Coll de Formigó      | Banyuls de la Marenda Cotlliure          | port de muntanya |         | 42° 29′ 10″ N, 3° 04′ 24″ E / 42.486°N,3.0732°E               |           |                     | Modifica les dades a Wikidata |
|        | Coll de Llagastera   | Banyuls de la Marenda Cotlliure          | port de muntanya |         | 42° 28′ 58″ N, 3° 05′ 43″ E / 42.48288°N,3.09517°E            |           |                     | Modifica les dades a Wikidata |
|        | Coll de Molló        | Cotlliure Portvendres                    | port de muntanya |         | 42° 30′ 11″ N, 3° 04′ 45″ E / 42.502997°N,3.079047°E 231 msnm |           |                     | Modifica les dades a Wikidata |
|        | Coll de Pere Carnera | Banyuls de la Marenda Cotlliure          | port de muntanya |         | 42° 29′ 32″ N, 3° 07′ 08″ E / 42.4921°N,3.1189°E              |           |                     | Modifica les dades a Wikidata |
|        | Coll de Tallaferro   | Cotlliure Portvendres                    | port de muntanya |         | 42° 29′ 53″ N, 3° 04′ 07″ E / 42.49795°N,3.06865°E 464.1 msnm |           |                     | Modifica les dades a Wikidata |
|        | Coll de Vallàuria    | Banyuls de la Marenda Argelers Cotlliure | port de muntanya |         | 42° 29′ 00″ N, 3° 04′ 11″ E / 42.4832°N,3.0696°E              |           |                     | Modifica les dades a Wikidata |
|        | Coll dels Gascons    | Banyuls de la Marenda Cotlliure          | port de muntanya |         | 42° 29′ 01″ N, 3° 05′ 07″ E / 42.4836°N,3.0852°E              |           |                     | Modifica les dades a Wikidata |

## Misc
| imatge | Nom                                       | Ubicat a                                                                   | instància de                          | Detalls                                | coordenades | Protecció                                                           | Commons (més fotos)                             | Dades a WD                    |
| ------ | ----------------------------------------- | -------------------------------------------------------------------------- | ------------------------------------- | -------------------------------------- | --- | ------------------------------------------------------------------- | ----------------------------------------------- | ----------------------------- |
|        | Ansa de la Valeta                         | Cotlliure                                                                  | cala                                  | Llarg: 50m Ample: 12m                  | 42° 31′ 29″ N, 3° 05′ 21″ E / 42.52458333333333°N,3.08925°E                                                                           |                                                                     |                                                 | Modifica les dades a Wikidata |
|        | Collioure war memorial                    | Cotlliure                                                                  | memorial de guerra obra escultòrica   | Creador: Gustau Violet 20th century    | 42° 31′ 35″ N, 3° 04′ 58″ E / 42.52636944444444°N,3.082836111111111°E fr:Place du Général-Leclerc                                     | Objecte inclòs en l'Inventari general del patrimoni cultural (IGPC) | Collioure War Memorial                          | Modifica les dades a Wikidata |
|        | Costa Vermella                            | Argelers Banyuls de la Marenda Cotlliure Portvendres Cervera de la Marenda | zona litoral                          | Anomenat per: vermeil                  | 42° 30′ 00″ N, 3° 08′ 00″ E / 42.5°N,3.13333333°E                                                                                     |                                                                     | Côte Vermeille                                  | Modifica les dades a Wikidata |
|        | Fort Carrat i Fort Rodon                  | Cotlliure                                                                  | fortificació                          |                                        | 42° 31′ 52″ N, 3° 04′ 42″ E / 42.5310993864251°N,3.07846014853167°E 640.4 msnm                                                        | monument històric catalogat                                         | Fort carré et tour de l'Étoile                  | Modifica les dades a Wikidata |
|        | Fort de Sant Elm                          | Pirineus Orientals Cotlliure                                               | municipi francès                      |                                        | 42° 31′ 07″ N, 3° 05′ 38″ E / 42.5186°N,3.0939°E                                                                                      |                                                                     | Fort-Saint-Elme (commune)                       | Modifica les dades a Wikidata |
|        | Mare de Déu de la Consolació de Cotlliure | Cotlliure                                                                  | eremitori                             |                                        | 42° 30′ 34″ N, 3° 04′ 05″ E / 42.509305555556°N,3.0680555555556°E 115.8 msnm                                                          |                                                                     | Ermitage Notre-Dame-de-Consolation de Collioure | Modifica les dades a Wikidata |
|        | Sant Domènec de Cotlliure                 | Cotlliure                                                                  | convent                               |                                        | 42° 31′ 25″ N, 3° 05′ 15″ E / 42.5235°N,3.08755°E 6.5 msnm                                                                            | monument històric inventariat monument històric catalogat           | Couvent des dominicains de Collioure            | Modifica les dades a Wikidata |
|        | Tallaferro                                | Cotlliure Portvendres                                                      | cim                                   |                                        | 42° 30′ 03″ N, 3° 04′ 05″ E / 42.50071°N,3.06795°E 508 msnm                                                                           |                                                                     |                                                 | Modifica les dades a Wikidata |
|        | Temple Presbiteri de Cotlliure            | Cotlliure                                                                  | església protestant                   | Arquitecte: Viggo Dorph-Petersen       | 42° 31′ 27″ N, 3° 04′ 56″ E / 42.524294444444°N,3.0821555555556°E 16.05 msnm                                                          |                                                                     | Temple protestant (Collioure)                   | Modifica les dades a Wikidata |
|        | Torre de Madeloc                          | Cotlliure                                                                  | muntanya                              |                                        | 42° 29′ 26″ N, 3° 04′ 30″ E / 42.4904284262°N,3.07511682009°E 656 msnm                                                                |                                                                     | Torre de Madeloc (cim)                          | Modifica les dades a Wikidata |
|        | Vila fortificada de Cotlliure             | Cotlliure                                                                  | vila closa                            | Estil: arquitectura romànica           | 42° 31′ 39″ N, 3° 05′ 02″ E / 42.527469°N,3.084018°E 5.4 msnm                                                                         |                                                                     |                                                 | Modifica les dades a Wikidata |
|        | casa de la vila de Cotlliure              | Cotlliure                                                                  | instal·lació Ús: seu del govern local |                                        | 42° 31′ 32″ N, 3° 04′ 59″ E / 42.5256235230615°N,3.08317134520724°E fr:3 RUE DE LA REPUBLIQUE, 66190 COLLIOURE                        |                                                                     | Town hall of Collioure                          | Modifica les dades a Wikidata |
|        | cementiri de Cotlliure                    | Cotlliure                                                                  | cementiri                             |                                        | 42° 31′ 31″ N, 3° 04′ 54″ E / 42.52528°N,3.08167°E                                                                                    |                                                                     | Cimetière de Collioure                          | Modifica les dades a Wikidata |
|        | claustre dels dominics de Cotlliure       | Cotlliure                                                                  | claustre                              |                                        | 42° 31′ 26″ N, 3° 05′ 17″ E / 42.52379°N,3.08792°E fr:parc Pams                                                                       | monument històric catalogat                                         | Cloître des Dominicains de Collioure            | Modifica les dades a Wikidata |
|        | creu del cementiri de Cotlliure           | Cotlliure                                                                  | creu de cementiri                     |                                        | 42° 31′ 30″ N, 3° 04′ 53″ E / 42.525°N,3.0815°E fr:rue du Jardin Navarro                                                              | monument històric catalogat                                         | Croix de cimetière de Collioure                 | Modifica les dades a Wikidata |
|        | el Duí                                    | Cotlliure                                                                  | curs d'aigua                          | Desemboca: mar Mediterrània Llarg: 3km | 42° 31′ 35″ N, 3° 05′ 06″ E / 42.52642222222222°N,3.0849361111111113°E 42° 30′ 30″ N, 3° 04′ 10″ E / 42.50822222222222°N,3.06935°E    |                                                                     |                                                 | Modifica les dades a Wikidata |
|        | el Rimbau                                 | Cotlliure                                                                  | vilatge                               |                                        | 42° 30′ 21″ N, 3° 03′ 20″ E / 42.505861°N,3.055694°E 146.1 msnm                                                                       |                                                                     |                                                 | Modifica les dades a Wikidata |
|        | estació de Cotlliure                      | Cotlliure                                                                  | estació de ferrocarril                |                                        | 42° 31′ 37″ N, 3° 04′ 41″ E / 42.52682°N,3.07816°E 21 msnm                                                                            |                                                                     | Gare de Collioure                               | Modifica les dades a Wikidata |
|        | molí de Cotlliure                         | Cotlliure                                                                  | molí de vent Ús: molí fariner trull   | 1337                                   | 42° 31′ 23″ N, 3° 05′ 22″ E / 42.52318°N,3.0895°E                                                                                     |                                                                     | Moulin de la Cortina (Collioure)                | Modifica les dades a Wikidata |
|        | monument al general baró Berge            | Cotlliure                                                                  | obra escultòrica                      | Creador: Jean Turcan 1889              | 42° 31′ 35″ N, 3° 04′ 55″ E / 42.52628611111111°N,3.08205°E fr:Place du Maréchal Leclerc                                              | Objecte inclòs en l'Inventari general del patrimoni cultural (IGPC) | Monument au Général Baron Berge                 | Modifica les dades a Wikidata |
|        | platja de Sant Vicenç                     | Cotlliure                                                                  | platja                                |                                        | 42° 31′ 37″ N, 3° 05′ 08″ E / 42.52698°N,3.08547°E                                                                                    |                                                                     |                                                 | Modifica les dades a Wikidata |
|        | port de Collioure                         | Cotlliure                                                                  | port esportiu instal·lació esportiva  |                                        | 42° 31′ 35″ N, 3° 05′ 08″ E / 42.52631°N,3.08557°E fr:1 Bd du Boramar, 66190 Collioure fr:PORT 2 RUE DE LA REPUBLIQUE 66190 Collioure |                                                                     |                                                 | Modifica les dades a Wikidata |
|        | torre de l'Estela                         | Cotlliure                                                                  | torrassa                              |                                        | 42° 31′ 51″ N, 3° 04′ 37″ E / 42.530873160312°N,3.0770355463028°E fr:Lulle                                                            | monument històric catalogat                                         |                                                 | Modifica les dades a Wikidata |
|        | túnel d'en Raixat                         | Cotlliure                                                                  | túnel de carretera                    | Hi passa: RD 914                       | 42° 30′ 41″ N, 3° 04′ 57″ E / 42.5115°N,3.08261°E                                                                                     |                                                                     |                                                 | Modifica les dades a Wikidata |